# National Teachers Hall of Fame
National Teachers Hall of Fame (NTHF) je americká nezisková organizace, která vyznamenává vynikající učitele. Založena byla v roce 1989. Každý rok jsou do Síně slávy NTHF přidána jména pěti učitelů nominovaná z celých Spojených států.. NTHF inicializovala vznik památníku National Memorial to Fallen Educators, který má připomínat pedagogy, kteří padli “při plnění svých služebních povinností“.

## National Memorial to Fallen Educators
Dne 13. června 2013 byl položen základní kámen památníku; hlavním podnětem ke vzniku památníku byl masakr na základní škole Sandy Hook.
30. dubna 2018 byl schválen zákon, který ustanovil National Memorial to Fallen Educators.